# Padányi Biró Márton

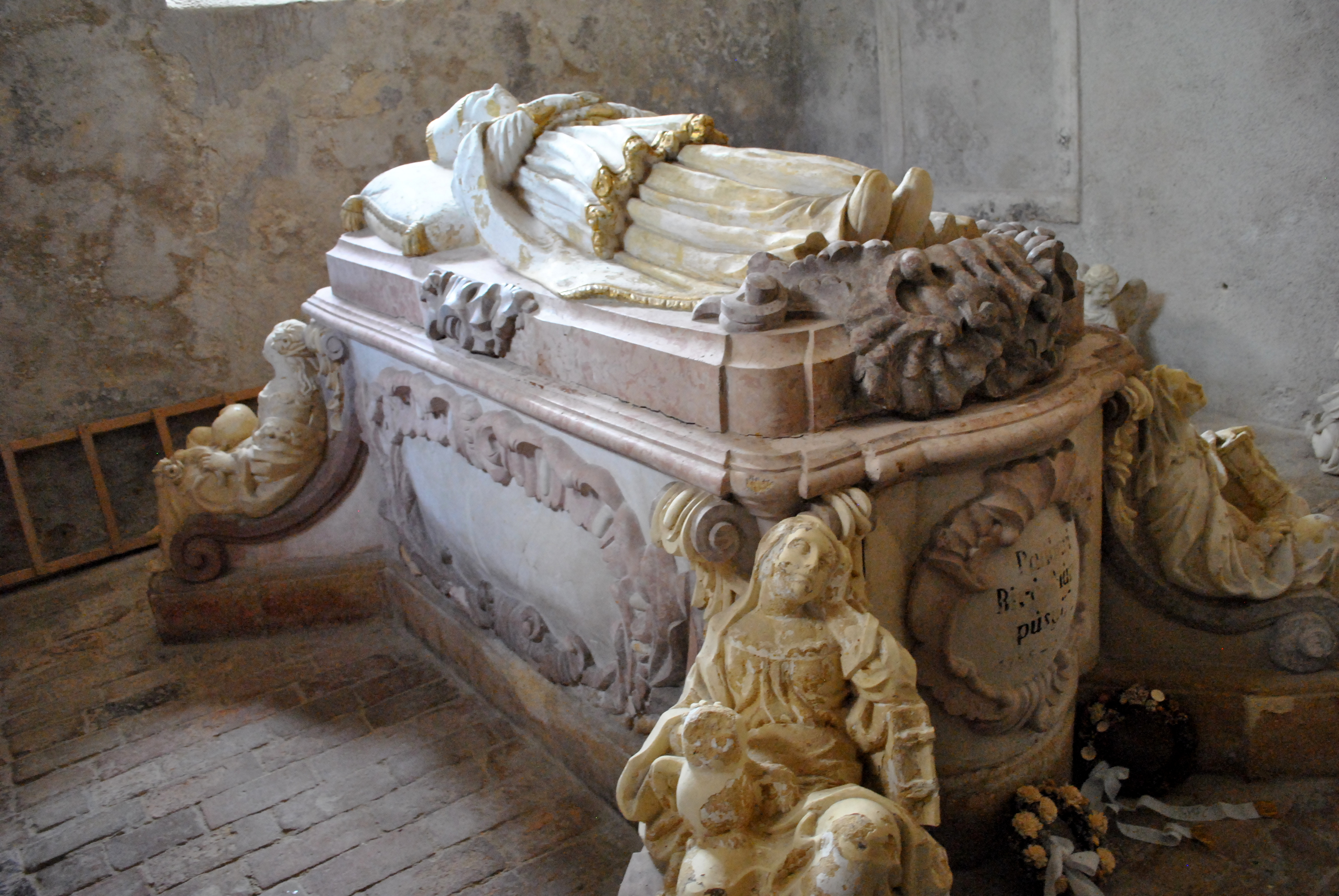
Síremléke a veszprémi Szent Mihály-székesegyház altemplomában

Padányi Biró Márton (Padány, 1693. április 15. –  Veszprém, 1762. augusztus 10.) magyar katolikus főpap, veszprémi püspök és egyben a veszprémi örökös főispán, királyi tanácsos.

## Élete
Régi nemes családból származott; a Nyitrai Piarista Gimnáziumból a Veszprém vármegyei papnövendékek közé lépett. Bölcseleti és teológiai tanulmányait a Nagyszombati akadémián végezte. Ghillányi György tinnini püspök 1722. március 21-én szentelte pappá. A török idők után elsőként, 1723-ban Bicske plébánosa, ahol helyreállíttatta a templomot.  1729-ben felsőörsi prépost, veszprémi kanonok, a prépostság javadalmat és a templomot a protestánsoktól visszaszerezte, a prédikátort elűzte, a templomot helyreállíttatta. 1733-ban Acsády Ádám püspök helynöke. 1740-től veszprémi nagyprépost. 1741-ben a káptalan követe a pozsonyi országgyűlésen, ahol beszédével magára vonta Mária Terézia figyelmét. 1745. március 18-ától veszprémi megyés püspök és ebből kifolyólag Veszprém vármegye örökös főispánja. Május 13-án iktatták be, s augusztus 15-én szentelték fel Kalocsán. 1745. december 8.-ától királyi tanácsos, majd 1747-től valóságos belső titkos tanácsos.
Neves, energikus egyházfi volt, de nagy vihart keltett Enchiridion című hitvitázó iratával, amelyben erős támadást intézett a reformátusok ellen. Nagy Frigyes porosz király diplomáciai úton tiltakozott ellene és ezért Mária Terézia kénytelen volt vele szembeni rosszallását kifejezni.
A tudományoknak és művészeteknek buzgó pártfogója volt. Ő építtette az akkor még nagyrészt romokban levő várban a Gizella-kápolna mellett álló püspöki székházat – későbbi nevén Nagypréposti (kanonoki) Ház-at. Ő állíttatta 1750-ben a Szentháromság-szobrot, átépíttette a sümegi püspöki palotát, felépíttette ugyanott az új plébániatemplomot – feldíszíttette Maulbertsch freskóival. Az egyházmegyéjében általánossá tette az anyakönyvezést.
Padányi Biró Márton püspök 1746-ban különleges társulatot alapított a Szentháromság dicsőítésére, hogy tagjai (ahogy a mennyei angyalok teszik) szünet nélkül dicsőítsék a Szentháromságot. Ez a társulat a titokzatos Angyali Társaság volt, amelynek a tagjai Zala és Veszprém vármegye előkelő urai voltak, köztük: niczki gróf Niczky Kristóf, országbíró, tolnai Festetics Kristóf, helytartótanácsi tanácsos, somogyi alispán, forintosházi Forintos Gábor, királyi tanácsos, zalai alispán, boldogfai Farkas Ferenc, zalai alispán, Moser Pál építőmester.

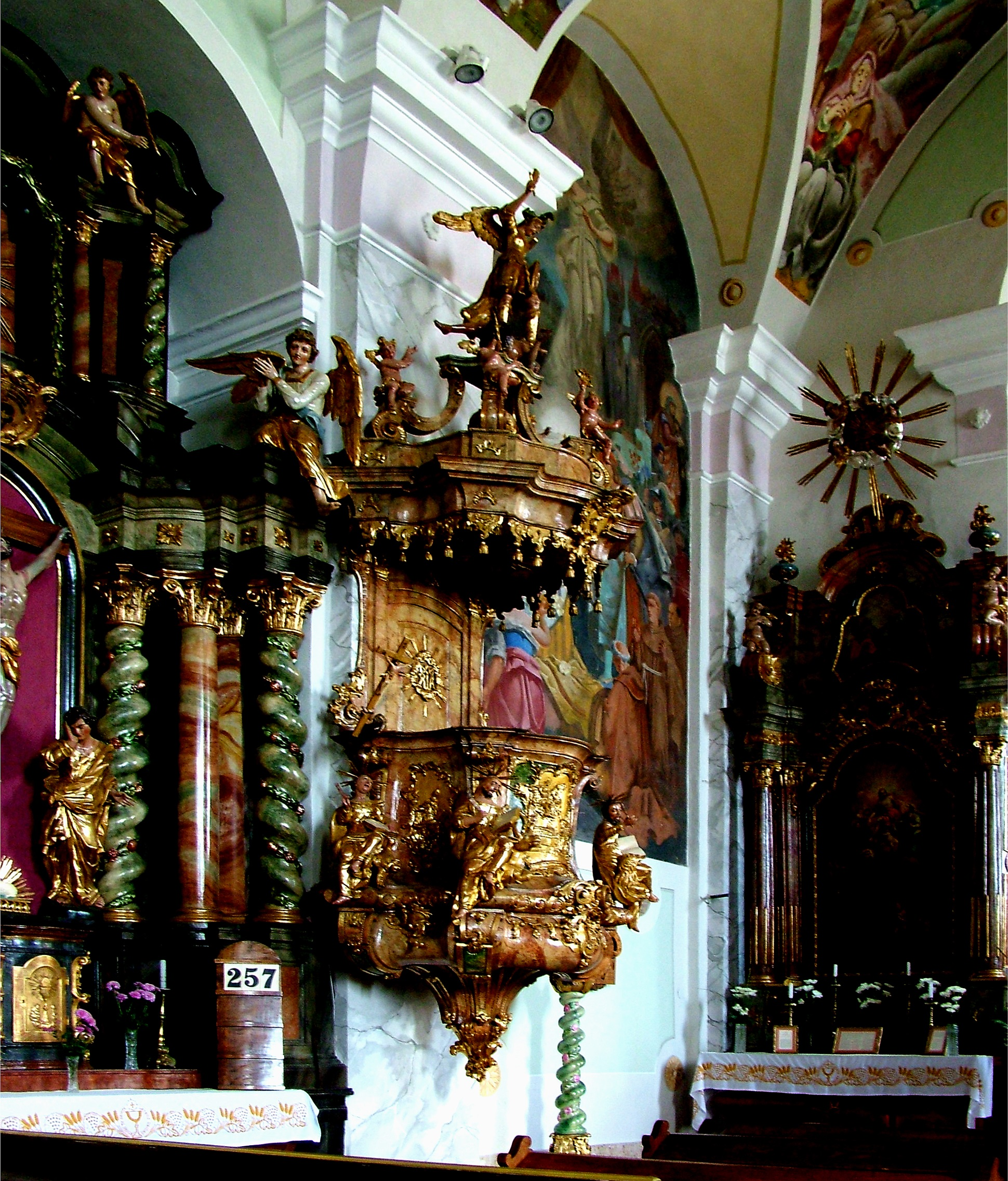
Sümeg: Ajándék szószék a Ferences templomhoz

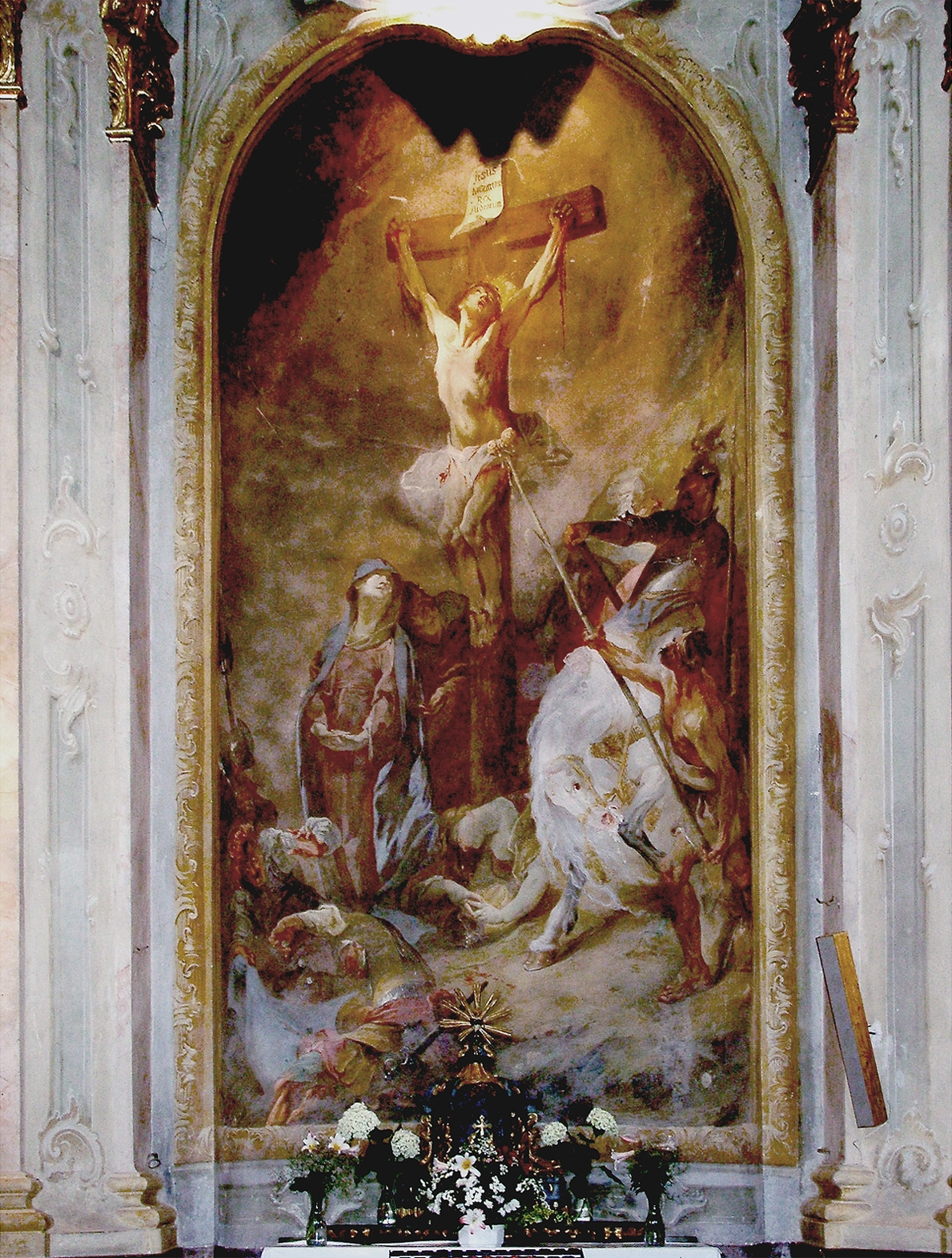
Sümeg: Maulbertsch Oltárkép

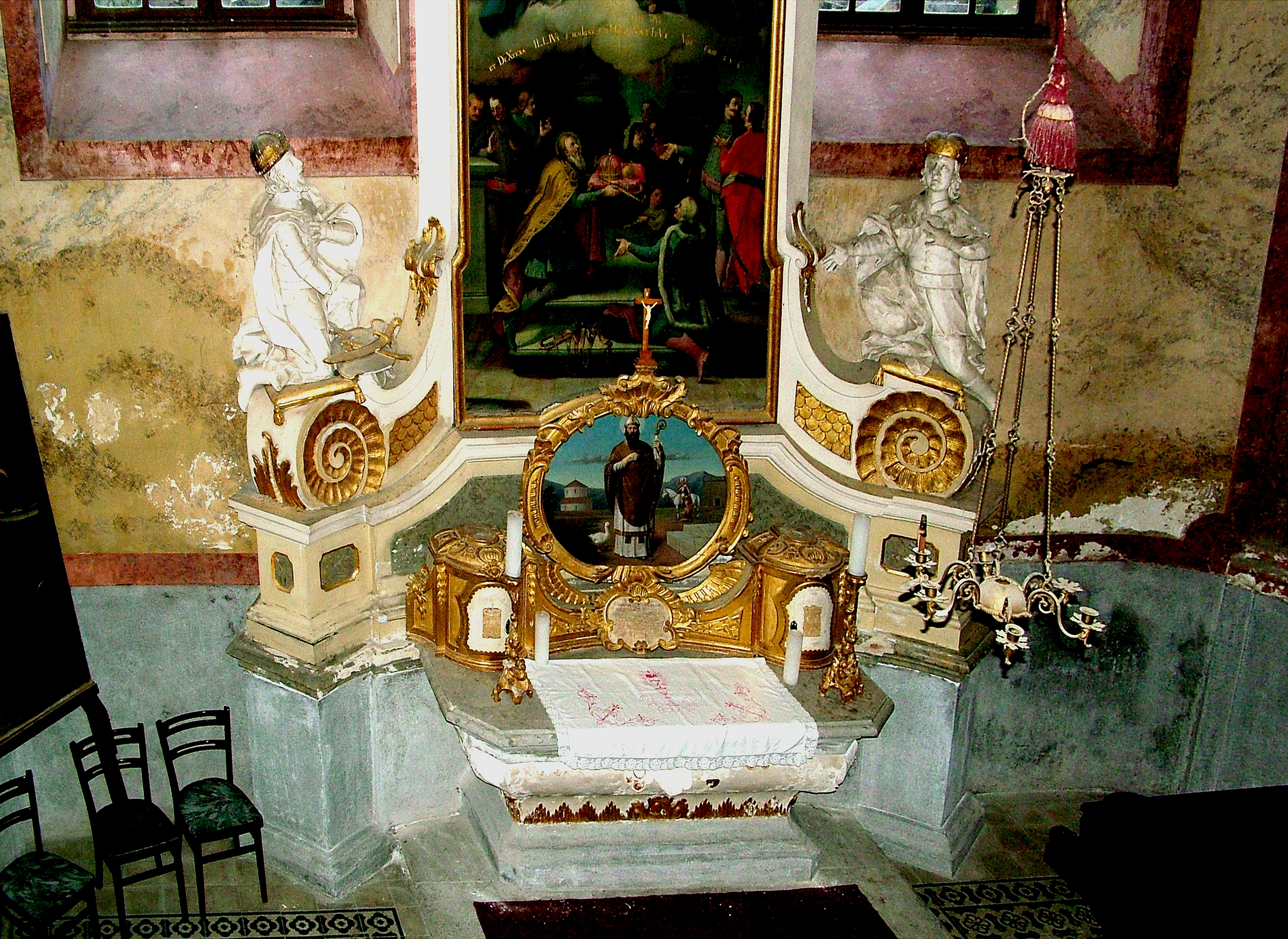
Sümeg: A püspöki palota kápolnája

## A mecénás püspök
Padányi Biró Márton az ellenreformáció szellemi igényeire szabott – ma úgy mondanánk: "nagy formátumú" – barokk főpapi egyéniség volt. Csallóközi protestáns nemesi családból származott, a katolikus hitre megtérve – a megtérők türelmetlen fanatizmusával vetette bele magát a hitviták küzdelmeibe. Nyitrai és nagyszombati teológiai tanulmányai és pappá szentelése után Bicskén lett plébános, majd Batthyány Lajos alkancellár felsőőrsi préposttá, s egyben veszprémi kanonokká neveztette ki. Az 1741-es országgyűlésen a korona és a rendek szoros egymásrautaltsága mellett érvelt. Egyik életrajzírója (Levárdi) szerint már szinte az udvaronc mesgyéin jár, ahogy Mária Terézia királynőt II. Máriának nevezi, aki a Boldogasszony, a magyarok I. Máriája példájára védi és pártfogolja országát és katolikus magyarjait. 49 éves korában lett Veszprém püspöke (1745), Pázmány nyomdokain járva, fanatikus hittel harcolt a török hódolltság utáni országban már-már teljesen elvesztett katolikus vallás megerősítéséért, újraszervezéséért.
Beiktatásakor egyházmegyéje 141 községében csak protestáns lelkész volt. Egyházi (világi) kormányzása tizennyolc éve alatt nyolcvannyolc új templomot építtetett (köztük a zalaegerszegi Mária Magdolna templomot), százkilencet felújíttatott, negyvenháromból kiűzte a protestánsokat, negyvennyolc új plébániát szervezett. Az eretnekség kiirtására a világi hatalmat is mozgósító rendszert dolgozott ki 1750-ben megjelent Enchiridion-jában. Azonban elmúlt már Pázmány kora. II. Frigyes sugalmazására, Lambertini XIV. Benedek pápa és a racionalista udvari körök befolyására Mária Terézia betiltatta a könyvét.
Az élete értelmét a szenvedélyes barokk élet bőségében, erőben és nagyságában, hatalomban kereső főpapot a bécsi udvari körök megváltozott szemléletét tükröző királyi ítélet megtörte. Egyre gyakrabban vonult vissza sümegi kastélyába, úgy tűnik, maga is megfáradt, a túlfokozott, agyonfeszített munka felőrölte lendületét. A harcok helyett inkább a megbékélést, az ellentmondást nem tűrő keménység helyett pedig az Isten akaratán való megnyugvást kereste.
- "Mára friss, de elmúlt esztendeimből a lassúkra érkezvén, és természetem is – életemben tett sok nyughatatlanságok által – megfogyatkozván, gyakorta egészségem változik és naponként fogyatkozom".

Padányi Biró Márton meghátráló és mégis tettvágytól égő egyénisége szerencsés módon találkozott Sümeg városával, amely a törökök kiűzetése után települési jelentőségét elvesztette. Több mint fél évszázad után Padányi Biró Márton püspök alatt nőtt meg ismét a városka fontossága. Mivel a püspök nem érezte jól magát székhelyén, Veszprémben, mert ellentmondást nem tűrő, abszolutisztikus elképzeléseit a protestáns ellenzék keresztezni igyekezett. Első terve az volt, hogy a kuruc idők után lerombolt sümegi várat helyreállíttatja, s itt fog székelni, mint valami harcias középkori püspök. Mária Terézia azonban az újjáépítés engedélyezésével késlekedett. Biró Márton ekkor elhatározta, hogy a vár lábánál, a ferences kolostor tőszomszédságában álló épületet alakíttatja át kastéllyá.
Az oklevelekből és elszámolásokból kitűnik, hogy a mai rezidencia helyén már korábban is állt egy valószínűleg reneszánsz időből származó épületrész. (Biró építészeket, márványozó mestert és stukatúrozókat rendelt, hogy az omladozó falakat átépítsék s velük megbeszélje az épület „fogyatkozásait". 1748-55 között végezték el a palota újjáépítését és berendezését, mintegy 100 000 forint költséggel.) Ez a püspöki palota lett a visszavonuló püspökfejedelem vára, otthona. Innen szervezte, felügyelte másik jelentős sümegi művének, az új plébániaépület freskódíszítésének megvalósítását.
Amikor 1757 augusztusában a bécsi képíró, Franz Anthon Maulbertsch Sümegre érkezett, már szobájából is alig járt ki. „Érzem, hogy életem végét élem"  – írta egyik ismerőséhez. Teljes odaadással dolgozott a hatalmas festői mű tartalmi felépítésén, amely a képek évszámrejtő feliratainak kronosztikon pirossal kiemelt nagybetűinek római számértéke a festés időpontját tanúsítja, teljesen a nagy teológiai tudású, 61 éves püspök aktív részvételét jelzi.
Hitvédelmi iratait, valamint szentbeszédeit magyar és latin nyelven írta.
Arcképe és címere Haid által rajzolva. Róka, Vitae Veszprim. Praesulum (1779.) című munkája mellett található.

## Egyházi irodalmi munkái

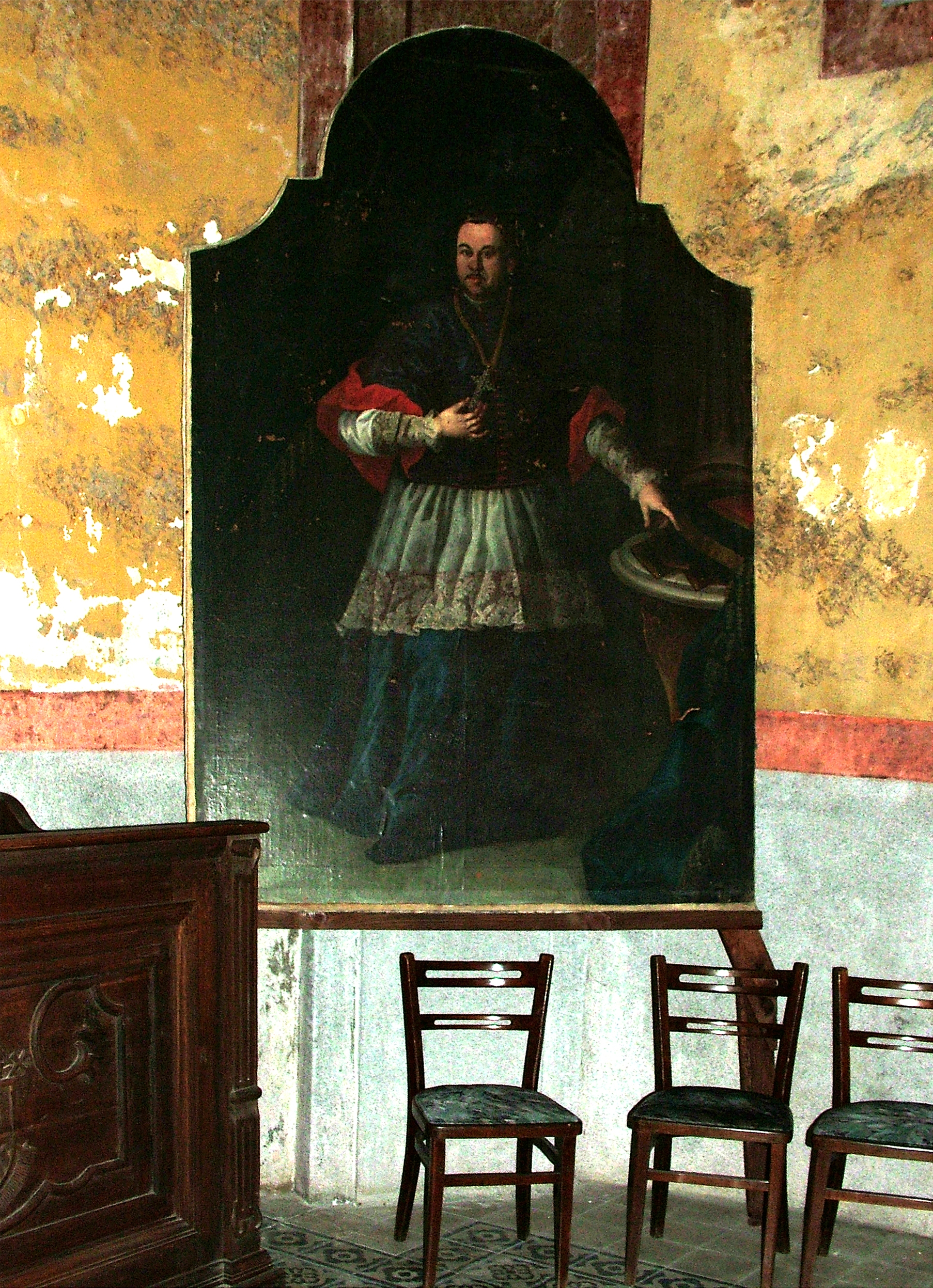
Padányi Bíró Mártonról 1750 körül készült festmény a sümegi püspöki palota kápolnájában

- 1. A feneketlen és kimeríthetetlen mélységű isteni titkoknak kisiskolája. Buda, 1728 (Szent Háromság magyar congregatiójának installatiója.) (magyar nyelven)
- 2. A szent Háromság imádásáról való énekek. Győr, 1740 (magyar nyelven)
- 3. Regnum decoris et diadema speciei, az az: Ékességnek országa szépségnek koronája, ugymint Mária Therésia koronázásából származott és megujult öröme. Buda, 1741
- 4. Majestatica sessio, az az: gálás, jeles, pompás, tisztelettel, örömmel és vigassággal, mennyekben és a földön szenteltetett ülő ünnep. Uo. 1741
- 5. Firmamentum, országoknak erőssége… az az fels. második Mária Királyné asszonyunknak az országlásának örökös állandósága. Uo. 1741
- 6. Diplomatica securitas. Függő pecsétes levéllel megerősített bátorság. Uo. 1741
- 7. Infanteria, az az: a nazaretbéli Mária szűz anyától született nyolczadnapi mindenható Sabaoth kisded gyermek királynak vitézlő magyar serege. Pozsony, 1742
- 8. Homilia eucharistica sive Te Deum laudamus. Avagy a mindenható és sok irgalmasságú örök Istennek azon nagy kegyelméért… hálaadó áldozat és isteni dicséret. Buda, 1745
- 9. Petra (a) prominens, avagy kiálló magas kőszikla. Uo. 1745 (gr. Battyányi Lajos Vasmegye főispánjának beiktatására)
- 10. Esther id est: Occulta et absondita. Az az a mennyei sugárlásoknak… tárháza. Pozsony, 1746 (gyászbeszéd gr. Eszterházy Imre esztergomi érsekprimás felett)
- 11. Lelket őriző látogatás. Buda, 1747
- 12. Der einigen Gottheit dreyfaches Lob. Uo. 1750
- 13. Enchiridion de fide… Jaurini, 1750
- 14. Comitia. Az az: országgyűlés… Pozsony, 1751
- 15. Epistola encyclica de indulgentiis… Hely n., 1751
- 16. Edictum et institutio ecclesiastica d e modo ac ritu celebrandorum festorum episcopi Veszprimiensi. Jaurini, 1754
- 17. Angyali társaságnak szövetsége. Uo. 1854 (3. kiadás. Kolozsvár, 1755. 4k. Győr, 1756, magyarul)
- 18. Epistola pastoralis. H. n., 1755
- 19. Micae et spicae evangelico apostolicae. Avagy evangyéliomi kenyér morzsalékok és apostoli buzakalászok. Győr, 1756 (Prédikácziók B. M. arczképével. Folytatása Uo. 1756–62, öt kötet)
- 20. Benignae caesareo-regiae resolutioni innixa homilia episcopalis ad fratres. Uo. 1756
- 21. Armatura fortium in fide. Uo. 1756
- 22. Homilia episcopalis. Uo. 1756
- 23. Compendiosa genuina et sincera relatio actorum generalis canonicae visitationis dioecesis Weszprimiensis. Uo. 1760
- 24. Ünnepnapokon… mondott prédikácziók. Uo. 1761
- 25. Szent Vendelinus élete. Kassa, 1763
- 26. A veszprémi püspöki megyében… gyakoroltatni szokott énekek és imádságok. Pest, 1784
- Magyar levele nagy-berényi hiveihez. Veszprém, 1746. márcz. 31. (Magyar Sion 1865. 152. l.) (magyar nyelven)
- Br. Hornig Károly bíboros veszprémi püspök adta ki Naplóját, amely 1751-58-ig terjed és sok érdekes följegyzést tartalmaz az 1751-iki országgyűlésről, valamint a „Vác az irodalomban” c. munkájában szereplő, Dezsericzky Imre kegyesrendi tanár: „A magyarok eredetéről római kutatások alapján” című művét (magyar nyelven).
  - Padányi Biró Márton naplója; kiad. Hornig Károly; Egyházmegyei Ny., Veszprém, 1903 (Adalékok a veszprémi püspökség történetéhez)
- Padányi Bíró Márton veszprémi püspök végrendelete, 1762; sajtó alá rend. Hermann István, Jakab Réka; MNL Veszprém Megyei Levéltár, Veszprém, 2013 (Veszprém Megyei Levéltár kiadványai)

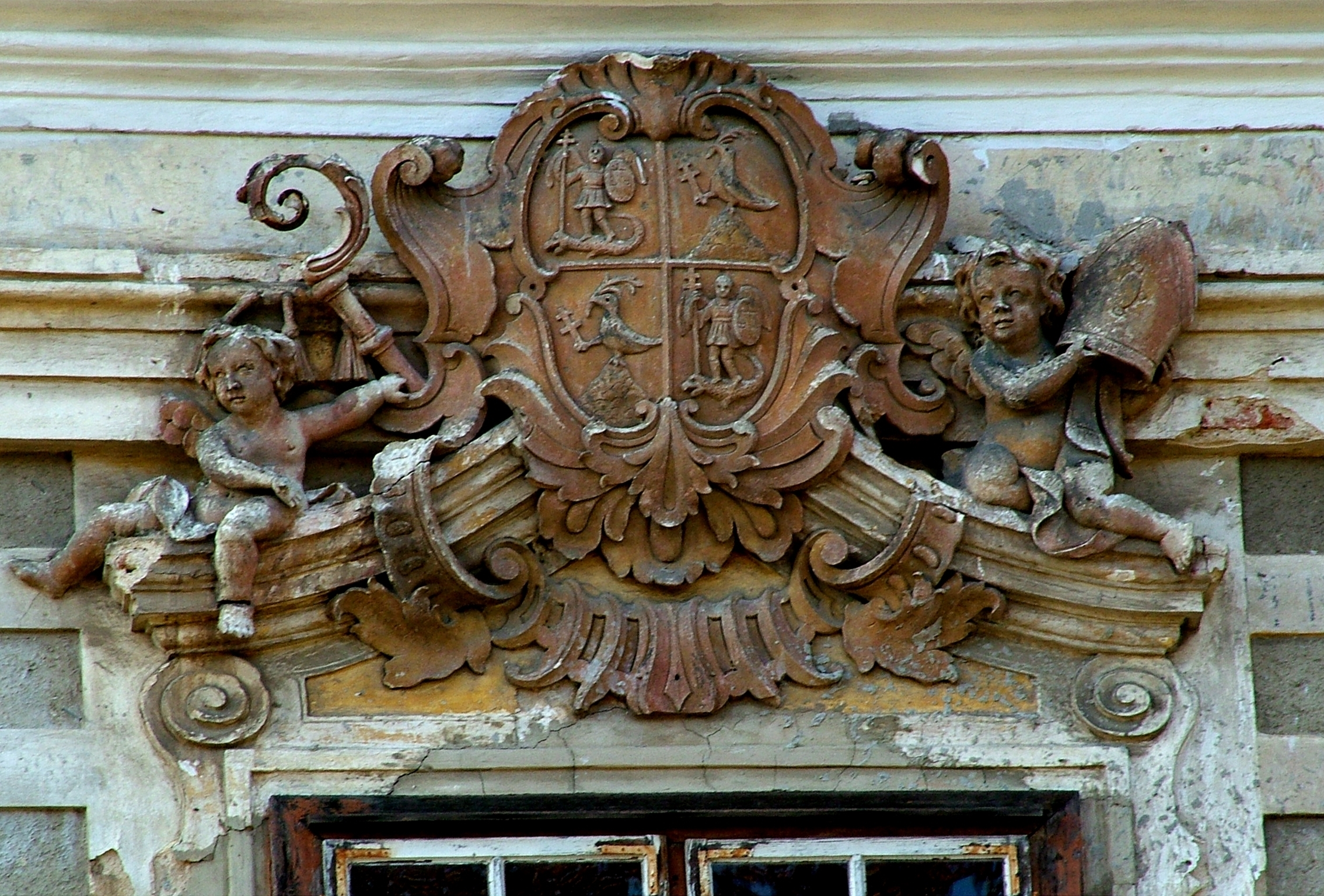
Sümeg: Padányi Biró Márton címere